# Вульгрин II (граф Ангулема)
Вульгрин II (фр. Vulgrin II; 1085/1095 — 16 сентября 1140) — граф Ангулема из династии Тайлефер. Сын Гильома V Тайлефера и его жены Витапуа де Бенож.
Родился в период 1085/1095 (иногда называется 1089 год). Наследовал титул графа Ангулема после смерти отца в 1120 году.
В 1127 году отвоевал у герцога Аквитании город Блай и вернул его Жофре Рюделю (которого некоторые историки считают зятем Вульгрина II).
Первым браком был женат на Понции, дочери Роже Пуатевинца де Монгомери, графа де Ла Марш. От неё сын:
- Гильом VI Тайлефер (ум. 1179), граф Ангулема.

Вторая жена — Амабла, дочь виконта Амальрика де Шательро. В браке родилось трое детей:
- Фульк (ум. 1186), родоначальник сеньоров де Мата
- Жоффруа Мартелл, сеньор д'Анвилль, в 1163—1164 годах вместе с Гуго VIII де Лузиньян участвовал в крестовом походе, в том числе в битве при Арта. Дальнейшая судьба не известна.
- неназванная дочь